# 傷病
傷病（しょうびょう）は、疾患と外傷を総称した呼称である。正常な身体機能や形態が内因または外力によって損なわれた状態である。そのような状態の者を傷病者という。

## 概要
疾患と外傷を正確に区別することは難しい。例えば、骨折は明らかに外傷であるが、くる病や多発性骨髄腫などを背景にした病的骨折はむしろ疾患の一症状に含まれるべきであり、その場合骨粗鬆症を背景にした骨折はどちらとも言い難くなる。
また、実際の医療においても同様で、例を挙げると転倒による外傷を診療した際は受傷した原因として失神するような基礎疾患（てんかん、不整脈、起立性低血圧など）を検索する必要があるなど、疾患の診療と根本的な違いはない。
以上のようなことから疾患と外傷はとりたてて区別されるものではなく、WHOは傷病全般の分類をICD-10としてコード化している。